# DN14
DN14 este un drum național din România, care traversează județele Sibiu și Mureș, mai mult Sibiu. Traseul are o lungime totală de 90 de km, începe în Sibiu, urcând în nordul județului. Până la urmă, ajunge în Copșa Mică și Mediaș. După, se curbează în nordul județului Sibiu și ajunge în Dumbrăveni, atunci iese din județul Sibiu și intră în Mureș. Continuă estic, până când ajunge în Sighișoara, marcând sfârșitul drumului.
În total, drumul traversează 3 municipii (Sibiu, Mediaș și Sighișoara), un oraș (Copșa Mică) și 7 comune, 6 din Sibiu și respectiv una din Mureș.